# Panormia
Die Panormia (auch Panormie) ist eine Kanones-Sammlung, die im frühen 12. Jahrhundert in Nordfrankreich entstand und weite Verbreitung fand. Oft wurde sie Ivo von Chartres zugeschrieben.